# Castel Trostburg
Il castel Forte,  (in tedesco Trostburg), è un castello della valle Isarco e si trova sopra al paese di Ponte Gardena.

## Storia
Le prime notizie relative a castel Forte risalgono all'anno 1173 quando apparteneva ai domini dei Signori di Castelrotto. In seguito passò ai Signori di Velturno, ministeriali dei principi vescovi di Bressanone e quindi andò in feudo ai Signori di Villandro. Dal 1385 al 1967 fu proprietà dei Conti Wolkenstein, che vi amministravano la giustizia della zona di Ponte Gardena e, durante alcune fasi storiche anche di quella di Villandro. Assieme a Castel Schöneck, in Val Pusteria, è ritenuto essere il possibile luogo natale del famoso avventuriero e autore tardomedievale Oswald von Wolkenstein.
Dal XVII iniziò il declino del maniero: non più sede principale dei Conti Wolkenstein, era abitato solo nei mesi estivi. Nonostante questo si continuò a fare della manutenzione, ma i danni dovuti a intemperie e guerre, tra cui alcuni anche durante la seconda guerra mondiale, si accumularono. Nel 1967 il degrado era ormai tale che alcuni privati cittadini si riunirono in una società per comprare il castello e preservarlo. Nel 1981 questa società si trasformò nell'odierno Südtiroler Burgeninstitut di cui castel Forte è la sede principale.
Da allora sono stati portati avanti vari lavori di restauro, che non solo hanno permesso di salvaguardare gli edifici, ma hanno anche portato alla luce affreschi prima coperti.

## Impianto
Il castello è composto da tre parti distinte ma collegate tra di loro:
- il nucleo principale che si sviluppa intorno a un cortile interno su cui si affacciano il mastio e il palazzo del XIII secolo, così come altri edifici residenziali del '400. Tra il XVI e il XVII secolo fu aggiunta una nuova ala a sud e una nuova cinta muraria più ampia che racchiude un altro cortile.
- un baluardo di difesa avanzato che sbarra la strada d'accesso a sud. È composto da una porta (Michaelstor), una torre, una caserma, una cappella e altri edifici.
- una torre di avvistamento (Kreideturm), posta sul pendio in posizione dominante rispetto al resto del castello.

## Interni
Il castello è aperto al pubblico da Pasqua a fine ottobre e le sue stanze ospitano anche il Museo dei Castelli dell'Alto Adige, con i plastici di 86 castelli della zona. Inoltre è possibile visitare:
- La Sala dei cavalieri
- La cappella
- La Stube gotica, con volta in legno trilobata
- Il più grande torchio (Torggl) dell'Alto Adige
- L'albero genealogico dei Wolkenstein

## Come raggiungerlo
Il castello è raggiungibile solo a piedi dal paese di Ponte Gardena in due modi:
- risalendo il ripido sentiero medievale dei cavalieri, che parte dalla chiesa del paese e si percorre in una ventina di minuti
- seguendo la strada normale che parte dal cimitero, più comoda ma con meno fascino.

Dal castello è possibile proseguire su altri sentieri, raggiungendo Tagusa (Tagusens) e l'altipiano di Castelrotto.